# 곡룡류
곡룡류(曲龍類)는 곡룡하목에 속하는 공룡의 총칭이다. 갑옷룡으로도 불린다. 사족보행을 한 초식성 조반류로, 몸은 짧고 육중하다. 등은 조그만 골편으로 덮여 있다. 골편은 둥글거나 사각형인데 커다란 골편들은 주로 몸 앞쪽을 덮는 경향이 있다. 중생대 쥐라기 후기에서 백악기 전기에 곡룡류의 시초격인 종이 출현하였으며, 대표적인 공룡에는 폴라칸투스, 노도사우루스, 안킬로사우루스와 유오플로케팔루스 등이 있다.